# Deperetellidae
Deperetellidae — вимерла родина травоїдних непарнопалих, яка містить роди Bahinolophus, Deperetella, Irenolophus і Teleolophus. Їхніми найближчими живими родичами є тапіри.
Представники Deperetillidae — тварини середнього та великого розміру, які відрізняються від інших тапіроїдів своїми високими коронками та дуже білофодонтними корінними зубами.